# Pacyfikacja wsi Strużki
Pacyfikacja wsi Strużki – masowy mord, grabieże oraz podpalenia i gwałty na ludności cywilnej w Strużkach, w gminie Osiek, w powiecie staszowskim, w województwie świętokrzyskim przez Niemców. Wydarzenia miały miejsce w godzinach rannych, 3 czerwca 1943 roku. Ofiarą pacyfikacji Strużek padło co najmniej 74 mieszkańców wioski.

## Przebieg zdarzeń
W dniu poprzedzającym pacyfikację, tj. dnia 2 czerwca 1943 roku w Strużkach partyzancki oddział „Jędrusie” przeprowadził nieudaną zasadzkę na grupę żandarmów z Rytwian). W walce zginął komendant posterunku oraz wzięto do niewoli drugiego żandarma, który po przesłuchaniu został skazany na śmierć poprzez rozstrzelanie.
3 czerwca niemiecki oddział policyjnej ekspedycji karnej rozpoczął odwetową pacyfikację wsi. Niemcy mordowali ludność cywilną bez względu na wiek i płeć i spalili niemal wszystkie zabudowania. Według różnych źródeł zginęły 74 osoby (w tym 24 dzieci) lub 96 osób (w tym 18 dzieci w wieku od 1 do 10 lat). Partyzanci poinformowani o niemieckiej akcji odwetowej, ruszyli na ratunek. Uzbrojenie siedmioosobowej grupy partyzantów bezpośrednio biorącej udział w obronie Strużek (dowódca oddziału partyzanckiego AK „Jędrusie” – Józef Wiącek "Sowa", Stanisław Wiącek „Inspektor”, Franciszek Rutyna "Franek", Edward Kabata „Książę Balii”, Józef Sekuła „Rzeźnik”, Aleksander Modzelewski „Warszawiak” i Walenty Ponikowski „Walek”) stanowiły: jeden CKM, dwa RKM, karabiny zwykłe oraz granaty. Według niektórych źródeł ocenia się, że interwencja spowodowała niewielkie straty w oddziałach niemieckich. Jednocześnie szacuje się, że w pacyfikacji Strużek wzięło udział około 150-180 hitlerowców uzbrojonych w karabiny maszynowe, pistolety automatyczne, karabiny i pistolety zwykłe, granaty, a także dwa działka piechoty. Według szacunków wywiadu AK straty po stronie niemieckiej określa się na liczbę 40 osób. Po pacyfikacji Strużek ocalało tylko parę domostw (w tym przedwojenny budynek gimnazjum i gminy) i kilkanaście osób.

## Pomnik upamiętniający pomordowanych
Obiekt położony w sąsiedztwie drogi krajowej nr 79; lokalnie leży przy trasie Osiek – Połaniec we wsi Strużki. Jego właścicielem jest Urząd Miasta i Gminy Osiek. Jego pełna nazwa (zapisana w aktach) to: Pomnik upamiętniający pomordowanych w czasie pacyfikacji wsi Strużki.

### Historia pomnika
W dniu 3 czerwca 1943 roku mieszkańcy wsi Strużki zostali żywcem spaleni przez hitlerowców. W latach 60. XX wieku staraniem lokalnego społeczeństwa, przywieziony został z niemieckiego cmentarza obelisk z czarnego marmuru. Stanowił on pomnik poświęcony pomordowanym w czasie wojny. W 2007 roku przeniesiony został na Cmentarz Niekrasowski, a w tym miejscu obecnie umiejscowiona jest (odnowiona) figura Matki Boskiej Wniebowziętej.
Pomnik powstał w 1993 roku z inicjatywy jednego z obecnych mieszkańców wioski – Adama Burczego, który był ówczesny radnym gminy Osiek i przewodniczącym rady gminnej. Wykonał on projekt techniczny, którego realizację zlecono lokalnemu rzemieślnikowi. Inwestorami projektu były: gmina Osiek (reprezentowana przez inż. J. Słodkowskiego) oraz kopalnia siarki Machów (reprezentowana przez mgr inż. Bolesława Gawlika), która ufundowała krzyż do pomnika ze stali nierdzewnej (wykonany został w zakładach mechanicznych kopalni).
Uroczystość poświęcenia pomnika odbyła się 3 czerwca 1993 roku, w 50. rocznicę pacyfikacji wsi Strużki. Patronat nad pomnikiem objęła Szkoła Podstawowa w Ossali. Corocznie, w pierwszą niedzielę czerwca, przy pomniku odbywają się uroczystości związane z obchodami rocznicy wybuchu wojny i pacyfikacji wsi, organizowane z inicjatywy byłych żołnierzy Armii Krajowej i członków Związku Kombatantów Rzeczypospolitej i Byłych Więźniów Politycznych.

### Wygląd
Pomnik wykonany jest z białego pińczowskiego wapienia. Jest on ścianą wapienną o wymiarach około: 6 m długości i 2,5 m wysokości; przypominająca polskiego orła z rozłożonymi skrzydłami. W centralnej części na ścianie ustawiony jest stalowy krzyż o wysokości około 3 m. W ścianie wmurowane są cztery tablice z nazwiskami osób, które zginęły w czasie pacyfikacji wioski. Plac pomnikowy wyłożony jest kostką brukową koloru czerwonego i otoczony murkiem. W środkowej części pomnika, pod krzyżem położono płytę, a na niej napis:
JAK KREW BIJE W TĘTNICACH
JAK SERCE W PIERSI UDERZA
JAK MYŚL W MÓZGU PRZEPŁYWA
TAK W NAS ŻYJE OJCZYZNA.
PAMIĘCIĄ NARODU
PAMIĘCI OFIAR PACYFIKACJI WSI STRUŻKI ZBIOROWEGO MORDU DOKONANEGO PRZEZ NIEMCÓW
W DNIU 3 CZERWCA 1943 ROKU.

## Literatura
- Barański P., „Miasto i Gmina Osiek”, Oficyna Wydawnicza APLA, Krosno 1999.
- Dąbrowski Eugeniusz: Szlakiem „Jędrusiów”. Wyd. I. Warszawa: Instytut Wydawniczy PAX, 1966. Brak numerów stron w książce
- Fajkowski Józef, Religa Jan: Zbrodnie hitlerowskie na wsi polskiej 1939–1945. Red. Adam Puławski. Wyd. I. Warszawa: Wydawnictwo Książka i Wiedza, 1981. Brak numerów stron w książce
- Gruszczyński Włodzimierz: Lotna Sandomierska. Dzieje oddziału partyzanckiego. Wyd. II. Warszawa: MILLA, 2003. ISBN 83-88160-14-1. Brak numerów stron w książce
- Sierant Piotr: Pacyfikacja wsi Strużki w 1943 roku. W 55-lecie tragedii. Staszów: Staszowskie Towarzystwo Kulturalne, 1998. ISBN 83-87215-18-X. Brak numerów stron w książce
- Więckowski Jerzy Władysław: Podobwód Armii Krajowej Osiek „Dąb”. Zarys dziejów. Pod red. nauk. Aliny Fitowej. Staszów–Kraków: Staszowskie Towarzystwo Kulturalne, 2004. ISBN 83-89528-15-0. Brak numerów stron w książce